# 燕儿岛路站
燕儿岛路站，位于中华人民共和国山东省青岛市市南区香港中路与燕儿岛路交叉口地下，是青岛地铁2号线的地铁车站。

## 沿革
- 2017年底，青岛地铁2号线一期东段全线通车，该站2号线部分投入使用。

## 车站结构
车站主体外包尺寸总长191.9 m，标准段总高13 m。站厅层宽17.4 m、长76.9 m、面积1 338.1 m²。2号线部分为地下二层岛式站台，站台层宽8.8 m、有效长118.8 m、面积1 045.4 m²。
| 地面 |                    | A-D出入口                        |  |  |
| B1层 | 站厅               | 客服中心、自动售票机、进出站闸机 |  |  |
| B2层 |                    | 2号线 往四川路（轮渡）（浮山所） |  |  |
|      | 岛式站台，左侧开门 |                                  |  |  |
|      |                    | 2号线 往李村公园（高雄路）       |  |  |

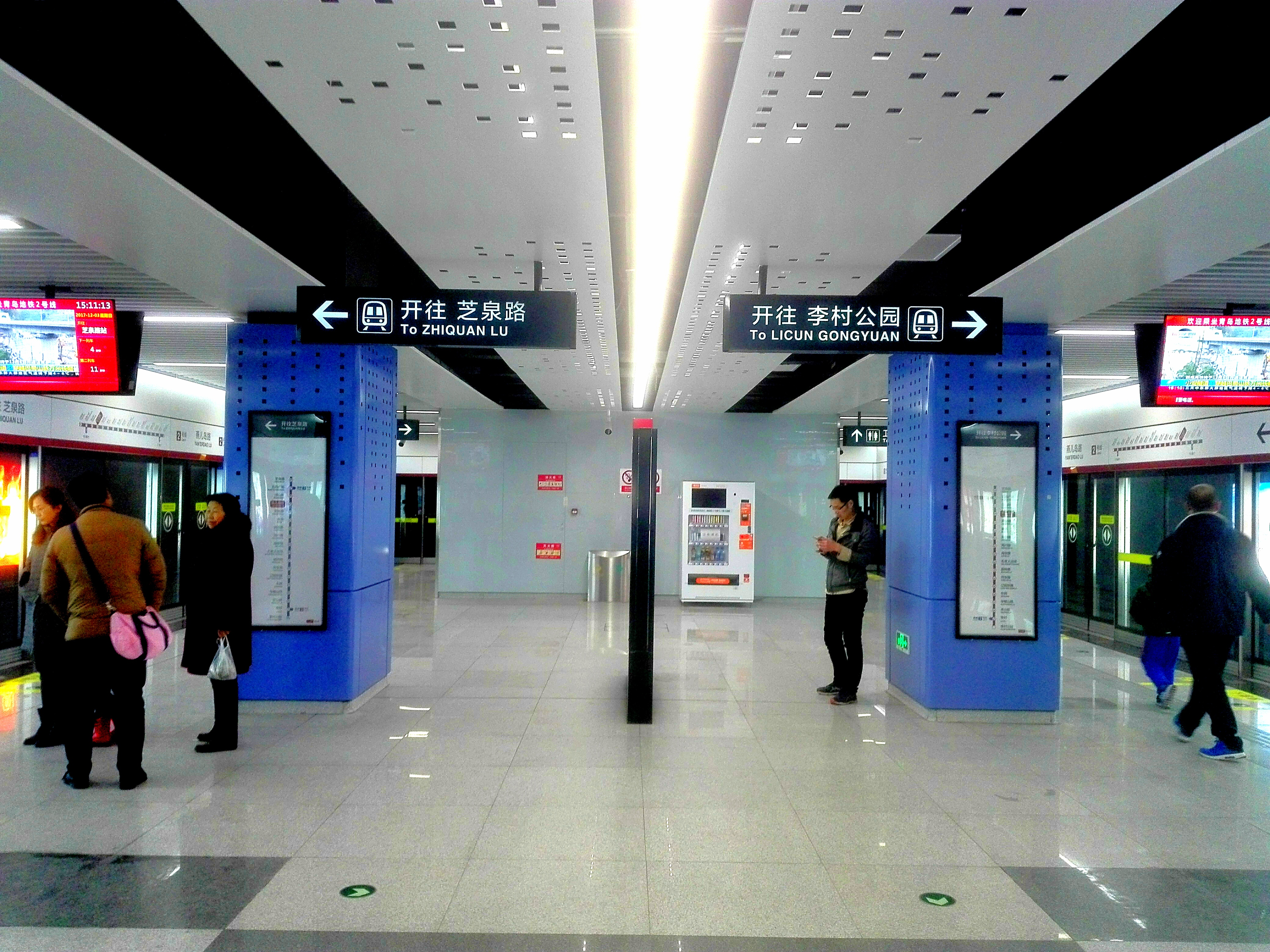
站台层

车站主体采用明挖法施工，设4个出入口、3组风亭、1个消防出入口，分别位于香港中路两侧。

### 出入口
- ：香港中路北侧，燕儿岛路西侧
- ：香港中路北侧，泉州路西侧
- ：香港中路南侧，汕头路西侧
- （目前仅电梯）：香港中路南侧，燕儿岛路东侧
  - 图例： 设有

- A出入口
- B出入口
- C出入口
- D出入口

## 公共艺术品
主题《燕岛秋潮·帆影拍岸》，分别由分别位于站厅两侧、扶梯入口及站台楼梯侧边的六幅大型釉下彩瓷板壁画组成。作者艺术家林学明以个人艺术手法与现代陶瓷釉下喷墨工艺结合，施以透明的釉料，强调用笔，以其独特的抽象表现方式，借以自然中的礁岩转换成大小几何体块的画面结构，层叠错落，如巨浪搏击，气势恢宏。大小长短的三角白帆追风逐浪，是画面的焦点，娴熟的水墨技法和艺术家独创的游纹笔法隐匿于硬边轮廓的几何色块之中。
- 站厅局部

## 换乘
燕儿岛路站除自身轨道交通性质外，还可实现与市内公交车和出租车的近距离换乘：
- 分布于周边的公交车站，包括以下路线的停靠站点：31、33、104、110、125、208、210、224、225、232、304、311、316、321、363、402、501、503路等。